# Opgave
En opgave (dannet omkring midten af 18. århundrede efter tysk: aufgabe) betegner et formål, som en given person skal nå. I reglen vil der være visse vanskeligheder i udførelsen, der er således dermed forbundet en vis virksomhed. En opgave kan enten være noget, som andre pålægger en eller noget, som man pålægger sig selv at løse eller gennemføre.
Opgaver kan være af forskellig art:
1. det kan være en sag eller et problem, som man giver en til løsning (behandling, udførelse) for at prøve hans evner og kundskaber, fx ved undervisning, eksaminer, konkurrencer (jf. fx eksamens-, hjemme-, kunstopgave) eller som hovedbrud, underholdning (jf. fx kryds-og-tværs-, krydsordsopgave);
2. eller et hverv eller en pligt, der har et særligt (for)mål, eller om det mål, man har sat sig ved udførelsen af et bestemt arbejde;
3. eller det kan betegne noget indviklet eller mærkeligt, som man ikke forstår.[1]

## Matematisk opgave
Særligt inden for matematikken går en opgave i almindelighed ud på at finde eller bevise sætninger eller på at bestemme størrelser, der opfylder givne betingelser.
Til en opgave hører undertiden en fordring om, at den skal løses ad en bestemt vej, fx ved brug af passer og lineal. En opgave kan være løselig eller uløselig. Berømte opgaver, der nu vides at være umulige at løse, er de, der går ud på vinklens tredeling og cirklens kvadratur ene ved brug af disse hjælpemidler.
En opgave kaldes inden for matematikken umulig, hvis den ingen løsning har, ubestemt, hvis den har uendelig mange løsninger, der går kontinuert over i hverandre; ellers kaldes den bestemt.
Opgavens diskussion undersøger hvilke antal løsninger, den kan have. De til søgte størrelser stillede fordringer søger man, hvis man ikke vil løse opgaven ved konstruktion, at udtrykke i ligninger; dette er dog ofte umuligt, fx når fordringerne går ud på, at visse størrelser skal have en bestemt beskaffenhed (være reelle, hele, positive og så videre).
Den opgave at bestemme p størrelser af n ligninger vil almindelighed være umulig (overbestemt), bestemt eller ubestemt, efter som n ⋛ p, men en særlig beskaffenhed af ligningerne bevirker ofte afvigelser fra denne regel.